# Bactris
Bactris là một chi có khoảng 240 loài thuộc họ cau, Arecaceae, bản địa của Trung và Nam Mỹ, và vùng Caribe. Chúng là các cây gỗ cao tới 4–20 m. Lá dài tới 5 m, hình lông chim với nhiều lá chét. Quả dạng quả hạch, dài 2–6 cm, ăn được ở một số loài.
Một số loài tiêu biểu
- Bactris acanthocarpa
- Bactris bifida
- Bactris brogniartii
- Bactris coloniata
- Bactris constanciae
- Bactris cruegeriana
- Bactris cubensis
- Bactris ferruginea
- Bactris gasipaes (Pupunha)
- Bactris guineensis
- Bactris glandulosa
- Bactris glaucescens
- Bactris gracilior
- Bactris grayumi
- Bactris hirta
- Bactris jamaicana
- Bactris longiseta (Huiscoyol)
- Bactris major
- Bactris mexicana
- Bactris militaris
- Bactris nancibensis
- Bactris pickelii
- Bactris pilosa
- Bactris plumeriana
- Bactris setiflora
- Bactris setosa
- Bactris simplicifrons
- Bactris wendlandiana